# Боллингер, Отто фон
Отто фон Боллингер (нем. Otto von Bollinger; 1843—1909) — немецкий врач, ветеринар, патологоанатом и преподаватель.

## Биография
Отто Боллингер родился 2 апреля 1843 года в коммуне Альтенкирхен (земля Рейнланд-Пфальц, Германия). Изучал медицину и другие науки в Мюнхенском, Берлинском и Венском университетах. Получив высшее образование работал ассистентом у Буля.
Во время Франко-прусской войны служил в качестве военного врача (1870—1871).
После окончания войны был профессором при ветеринарной школе в Цюрихе, а с 1880 состоял профессором патологической анатомии и общей патологии при университете в Мюнхене и заведующим Патологическим институтом.
С 1875 Боллингер (вместе с Людвигом Франком) издавал «Deutsche Zeitschr. für Thiermedizin und vergleichende Pathologie».
Главные научные работы Боллингера касаются патологии сибирской язвы, бугорчатки, актиномикоза, а также отравления мясными продуктами и заражения животными ядами.
Отто фон Боллингер умер 13 августа 1909 года в городе Мюнхене.
Помимо множества мелких статей, он отдельно издал ряд своих трудов (см. раздел Библиография).

## Избранная библиография
- «Zur Pathologie des Milzbrandes» (Мюнхен, 1872);
- «Ueber animale Vaccination» (Лейпциг, 1879);
- «Zur Aetiologie der Infectionskrankheiten» (Мюнхен, 1881 г.);
- «Ueber Fleischvergiftung, intestinale Sepsis u. Abdominaltyphus» (1881);
- «Ueber Vererbung von Krankheiten» (Штутгарт, 1882);
- «Zur Aetiologie der Tuberculose» (Мюнхен, 1885);
- «Arbeiten aus dem pathologisch. Institut München» (1886).